# ماه خیس

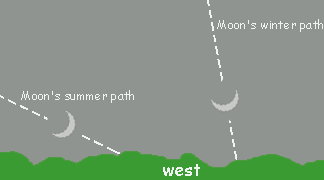
ماه خیس سمت راست و ماه خشک سمت چپ

ماه خیس (انگلیسی: Wet moon) حالتی از قرار گیری ماه در آسمان است که شاخک های هلال آن رو به بالاست.